# Rue Firmin Martin
La rue Firmin Martin est une impasse bruxelloise de la commune d'Auderghem dans le quartier du Parc des Princes qui aboutit sur l'avenue Jean-François Leemans sur une longueur de 150 mètres.

## Historique et description
Cette rue fut construite deux ans après l’avenue Jean-François Leemans, colonne vertébrale du nouveau quartier.
Le conseil donna à cette rue, en juillet 1958, en hommage au soldat Firmin Joseph Martin, né le 1 mars 1879 à Ittre, tué accidentellement le 11 décembre 1915 à Graville lors de l'explostion de la fabrique de munitions. Il était domicilié en la commune d'Auderghem.
- Premiers permis de bâtir délivrés le 2 juillet 1958 pour les n° 1 et 16.